# Torrey Craig
Torrey Craig (Colúmbia, 19 de dezembro de 1990) é um jogador norte-americano de basquete profissional que atualmente joga pelo Boston Celtics da National Basketball Association (NBA).
Ele jogou basquete universitário por USC Upstate. Ele passou suas primeiras três temporadas profissionais na Austrália e na Nova Zelândia. Em 2017, ele iniciou sua carreira na NBA com o Denver Nuggets. Ele também jogou pelo Milwaukee Bucks, Phoenix Suns e Indiana Pacers.

## Carreira universitária
Craig frequentou a University of South Carolina Upstate depois de se formar na Great Falls High School em Great Falls, Carolina do Sul, onde ganhou o título de Jogador do Ano em sua última temporada. Como calouro na universidade, Craig entrou no time titular e rapidamente causou impacto com médias de 14,4 pontos e 7,2 rebotes, o que lhe rendeu o título de Calouro do Ano da Atlantic Sun Conference.
Em sua segunda temporada, Craig liderou a A-Sun em pontuação com média de 16,4 pontos e ajudou a equipe a vencer 21 jogos. Craig foi nomeado Jogador do Ano da Conferência. Em sua terceira temporada, Craig mais uma vez liderou a A-Sun em pontuação com média de 17,2 pontos. Ele foi nomeado para a Primeira-Equipe da Atlantic Sun.
Em 10 de fevereiro de 2014, Craig alcançou a marca de 2.000 pontos na carreira com um jogo de 22 pontos contra a East Tennessee State.

## Carreira profissional

### Cairns Taipans (2014–2015)
Em 6 de agosto de 2014, Craig assinou com o Cairns Taipans na Austrália para a temporada de 2014-15 da NBL. Ele foi nomeado o Jogador da Semana da NBL na Rodada 9 após registrar 19 pontos e 10 rebotes contra o Adelaide 36ers em 6 de dezembro. Em 19 de dezembro, ele marcou 28 pontos em uma derrota por 90 a 86 para o 36ers. Ele ajudou os Taipans a terminar a temporada em primeiro lugar com um recorde de 21-7 antes de chegar à série final, onde perderam por 2 a 0 para o New Zealand Breakers. Em 32 jogos, ele teve médias de 8,9 pontos, 5,7 rebotes e 1,2 assistências.

### Wellington Saints (2015)
Após a temporada de 2014-15 da NBL, Craig se juntou ao Wellington Saints para a temporada de 2015 da New Zealand NBL. Em 17 de abril, ele marcou 41 pontos contra o Taranaki Mountainairs, terminando o jogo a um ponto do recorde de pontuação de todos os tempos dos Saints. Ele foi nomeado Jogador da Semana da Rodada 3 após registrar 25 pontos e 14 rebotes contra o Southland Sharks em 18 de abril. Ele perdeu o final da temporada regular com uma lesão no joelho. Ele ajudou os Saints a chegar à grande final, onde perderam para os Sharks por 72-68. Nessa temporada, ele teve médias de 20,4 pontos, 9,1 rebotes, 1,8 assistências, 1,0 roubos e 1,2 bloqueios por jogo e foi nomeado o MVP da liga.

### Retorno aos Taipans (2015–2016)
Em 7 de agosto de 2015, Craig assinou um contrato com o Cairns Taipans para a temporada de 2015-16 da NBL. Em 24 de outubro de 2015, ele registrou 18 pontos e 10 rebotes em uma derrota para o Melbourne United. Em 13 de janeiro de 2016, em outra derrota para o Melbourne, Craig se tornou o primeiro jogador dos Taipans a ter pelo menos 20 pontos e 15 rebotes em um jogo desde que Nathan Jawai fez isso em 2008. Os Taipans não se classificaram para os playoffs em 2015-16 com um recorde de 12-16. Craig jogou em todos os 28 jogos com médias de 11,6 pontos, 6,1 rebotes, 1,0 assistências e 1,1 bloqueios.

### Retorno ao Saints (2016)
Craig voltou a se juntar ao Wellington Saints para a temporada de 2016 da New Zealand NBL. Ele foi nomeado Jogador da Semana por duas vezes. Ele ajudou os Saints a alcançarem a grande final, onde derrotaram o Super City Rangers por 94 a 82 para conquistar o campeonato, com Craig marcando 15 pontos. Ele participou de todos os 20 jogos dos Saints em 2016 e teve médias de 20,9 pontos, 9,8 rebotes, 2,9 assistências e 1,3 roubos de bola.

### Brisbane Bullets (2016–2017)
Em 9 de maio de 2016, Craig assinou um contrato de dois anos com o Brisbane Bullets, uma equipe que estava retornando à NBL para a temporada de 2016-17 após um hiato de oito anos. Ele estreou pelo Bullets na abertura da temporada em 6 de outubro, marcando 16 pontos na vitória por 72 a 65 sobre o Perth Wildcats. Dois dias depois, ele teve 17 rebotes em uma vitória por 77 a 73 sobre o Sydney Kings. Em 19 de novembro, ele marcou 34 pontos em uma vitória por 105 a 87 sobre o Adelaide 36ers. Na última partida da temporada do Bullets em 11 de fevereiro de 2017, Craig teve 30 pontos e 18 rebotes em uma derrota por 106 a 79 para o Illawarra Hawks. Ele se tornou apenas o segundo jogador em oito anos a ter 30 pontos e 18 rebotes em um jogo. Os Bullets terminaram a temporada na parte inferior da tabela com um recorde de 10-18. Na temporada, Craig foi nomeado o Melhor Jogador Defensivo da NBL. Craig participou de todos os 28 jogos do Bullets em 2016-17 e teve médias de 15,2 pontos, 8,0 rebotes, 1,5 assistências e 1,1 roubos de bola.

### Gold Coast Rollers (2017)
Após a temporada da NBL de 2016-17, Craig se juntou ao Gold Coast Rollers da Queensland Basketball League. Ele marcou 30 pontos ou mais cinco vezes, incluindo dois jogos de 40 pontos. Ele foi nomeado Jogador da Semana na Rodada 3. Em 10 jogos pelos Rollers, ele teve médias de 28,2 pontos, 9,9 rebotes, 4,0 assistências, 1,5 roubos de bola e 1,0 bloqueio.

### Denver Nuggets (2017–2020)
Em junho de 2017, Craig voltou aos Estados Unidos para se juntar ao Denver Nuggets para a Summer League. Em 19 de julho de 2017, ele assinou um contrato de duas vias com os Nuggets. No acordo de duas vias, Craig passou a maior parte da temporada na G-League com o Sioux Falls Skyforce devido ao limite de 45 dias que ele poderia passar com os Nuggets. Craig fez sua estreia na NBA em 28 de novembro de 2017, na derrota por 106-77 para o Utah Jazz, tornando-se apenas o segundo jogador na história da USC Upstate a jogar em um jogo da NBA. Craig fez sua primeira partida como titular em 15 de dezembro de 2017, contra o New Orleans Pelicans, marcando seis pontos em uma vitória na prorrogação por 117-111. Três dias depois, ele marcou sua maior pontuação da temporada com 14 pontos em uma derrota por 95-94 para o Oklahoma City Thunder. Em 1º de abril de 2018, ele registrou sete pontos e um recorde da temporada de oito rebotes em uma vitória na prorrogação por 128-125 sobre o Milwaukee Bucks.
Em 10 de julho de 2018, Craig assinou um contrato de dois anos e US$ 4 milhões com os Nuggets. Em 1º de fevereiro de 2019, ele marcou então sua maior pontuação da carreira com 22 pontos em uma vitória por 136-122 sobre o Houston Rockets. No quarto jogo da série de playoffs de primeira rodada contra o San Antonio Spurs, Craig marcou 18 pontos com cinco cestas de três em uma vitória por 117-103.
Em 1º de março de 2020, Craig marcou sua maior pontuação da temporada com 17 pontos contra o Toronto Raptors. Na temporada de 2019-20 afetada pela COVID-19, Craig teve médias de 5,4 pontos e 3,3 rebotes durante a temporada regular e mais uma vez mostrou seu valor ao marcar alguns dos melhores alas da NBA durante os playoffs.
Em 17 de novembro de 2020, os Nuggets estenderam a Craig uma oferta qualificativa de US$2.5 milhões para torná-lo um agente livre restrito. Quatro dias depois, eles retiraram a oferta qualificativa, tornando-o assim um agente livre irrestrito.

### Milwaukee Bucks (2020–2021)
Em 26 de novembro de 2020, Craig assinou com o Milwaukee Bucks . 

### Phoenix Suns (2021)
Em 18 de março de 2021, Craig foi negociado com o Phoenix Suns em troca de considerações em dinheiro. Em 25 de abril de 2021, ele teve 20 pontos e 14 rebotes vindo do banco contra o Brooklyn Nets. Nas Finais da NBA de 2021 contra sua ex-equipe, o Milwaukee Bucks, ele teve médias de 2,8 pontos e 1,3 rebotes em seis jogos. Os Suns perderam a série por 4 a 2.

### Indiana Pacers (2021–2022)
Em 20 de agosto de 2021, Craig assinou um contrato de 2 anos e US$10 milhões com o Indiana Pacers. Em 29 de outubro de 2021, ele marcou sua maior pontuação da carreira com 28 pontos, além de 11 rebotes, em uma derrota para o Brooklyn Nets.

### Retorno a Phoenix (2022–2023)
Em 10 de fevereiro de 2022, Craig foi negociado de volta para o Phoenix Suns em troca de Jalen Smith e uma escolha de segunda rodada do draft da NBA de 2022.

### Chicago Bulls (2023–2025)
Em 16 de julho de 2023, Craig assinou um contrato de 2 anos e US$5.3 milhões com o Chicago Bulls. Em 3 de fevereiro de 2025, ele foi dispensado pelo Bulls.

### Boston Celtics (2025–Presente)
Em 8 de fevereiro de 2025, Craig assinou um contrato até o fim da temporada com o Boston Celtics.

## Estatísticas da carreira

### NBA

#### Temporada regular
| Ano      | Equipe    | PJ  | PT  | MPJ  | AP   | 3P   | LL   | RT  | AS  | BR | TO | PPJ |
| -------- | --------- | --- | --- | ---- | ---- | ---- | ---- | --- | --- | -- | -- | --- |
| 2017–18  | Denver    | 39  | 5   | 16.1 | .453 | .293 | .629 | 3.3 | .6  | .3 | .4 | 4.2 |
| 2018–19  | Denver    | 75  | 37  | 20.0 | .442 | .324 | .700 | 3.5 | 1.0 | .5 | .6 | 5.7 |
| 2019–20  | Denver    | 58  | 27  | 18.5 | .461 | .326 | .611 | 3.3 | .8  | .4 | .6 | 5.4 |
| 2020–21  | Milwaukee | 18  | 0   | 11.2 | .391 | .364 | .500 | 2.4 | .9  | .5 | .4 | 2.5 |
| 2020–21  | Phoenix   | 32  | 8   | 18.8 | .503 | .369 | .800 | 4.8 | 1.0 | .6 | .6 | 7.2 |
| 2021–22  | Indiana   | 51  | 14  | 20.3 | .456 | .333 | .771 | 3.8 | 1.1 | .5 | .4 | 6.5 |
| 2021–22  | Phoenix   | 27  | 2   | 20.8 | .450 | .323 | .706 | 4.3 | 1.2 | .8 | .6 | 6.9 |
| 2022–23  | Phoenix   | 79  | 60  | 24.7 | .456 | .395 | .711 | 5.4 | 1.5 | .6 | .8 | 7.4 |
| 2023–24  | Chicago   | 53  | 14  | 19.8 | .430 | .392 | .750 | 4.1 | 1.1 | .6 | .4 | 5.7 |
| 2024–25  | Chicago   | 9   | 1   | 12.6 | .489 | .429 | .750 | 2.8 | .6  | .2 | .1 | 6.9 |
| 2024–25  | Boston    | 17  | 3   | 11.8 | .356 | .290 | .625 | 2.8 | .7  | .4 | .6 | 2.7 |
| Carreira | Carreira  | 458 | 171 | 17.6 | .444 | .348 | .686 | 3.6 | .9  | .4 | .5 | 5.5 |

#### Play-In
| Ano  | Equipe  | PJ | PT | MPJ | AP   | 3P   | LL | RT  | AS | BR  | TO | PPJ |
| ---- | ------- | -- | -- | --- | ---- | ---- | -- | --- | -- | --- | -- | --- |
| 2024 | Chicago | 2  | 0  | 8.7 | .400 | .400 | —  | 2.5 | .5 | 1.0 | .5 | 3.0 |

#### Playoffs
| Ano      | Equipe   | PJ | PT | MPJ  | AP   | 3P   | LL   | RT  | AS | BR | TO | PPJ |
| -------- | -------- | -- | -- | ---- | ---- | ---- | ---- | --- | -- | -- | -- | --- |
| 2019     | Denver   | 14 | 11 | 23.6 | .478 | .472 | .563 | 5.1 | .9 | .5 | .4 | 6.6 |
| 2020     | Denver   | 19 | 3  | 19.7 | .423 | .262 | .692 | 3.3 | .7 | .4 | .4 | 4.5 |
| 2021     | Phoenix  | 22 | 0  | 12.1 | .427 | .405 | .615 | 2.9 | .4 | .0 | .4 | 4.0 |
| 2022     | Phoenix  | 9  | 0  | 7.6  | .364 | .300 | .500 | 1.7 | .6 | .4 | .2 | 2.2 |
| 2023     | Phoenix  | 11 | 5  | 16.7 | .578 | .440 | .889 | 2.3 | .5 | .5 | .2 | 6.5 |
| Carreira | Carreira | 75 | 19 | 15.9 | .454 | .375 | .651 | 3.0 | .6 | .3 | .3 | 4.7 |

### Universitário
| Ano      | Equipe      | PJ  | PT  | MPJ  | AP   | 3P   | LL   | RT  | AS  | BR  | TO  | PPJ  |
| -------- | ----------- | --- | --- | ---- | ---- | ---- | ---- | --- | --- | --- | --- | ---- |
| 2010-11  | USC Upstate | 30  | 25  | 30.5 | .380 | .318 | .679 | 7.2 | 1.5 | 1.0 | .4  | 14.4 |
| 2011-12  | USC Upstate | 34  | 33  | 29.7 | .435 | .349 | .682 | 7.7 | 1.5 | 1.3 | 1.1 | 16.4 |
| 2012-13  | USC Upstate | 33  | 32  | 31.0 | .427 | .364 | .715 | 6.9 | 1.9 | 1.0 | .8  | 17.2 |
| 2013-14  | USC Upstate | 34  | 34  | 32.7 | .408 | .292 | .616 | 7.0 | 2.3 | .9  | .8  | 16.7 |
| Carreira | Carreira    | 131 | 124 | 30.9 | .412 | .330 | .673 | 7.2 | 1.8 | 1.0 | .7  | 16.1 |